# Rhamma hybla
Rhamma hybla is een vlinder uit de familie van de Lycaenidae. De wetenschappelijke naam van de soort werd als Thecla hybla in 1907 gepubliceerd door Hamilton Herbert Druce.

## Synoniemen
- Rhamma cassidyi Johnson & Adams, 1993
- Rhamma emeraldina Johnson, Salazar, Vélez & Torres-Núnez, 1997